# Bronze Carriazo
L'anomenat Bronze Carriazo és una de les obres artístiques més conegudes de la civilització tartèssia. És una placa de 15,3 x 9,5 cm, realitzada en bronze, que devia formar part d'un fermall. Està datat a l'entorn del 625-525 ae.
Se sap que aparegué a prop de Sevilla, tot i que el trobà casualment l'arqueòleg Juan de Mata Carriazo i Arroquia en un mercat ambulant d'antiguitats de la capital sevillana als anys 50. És una representació de la dea fenícia Astarte, tot i que amb el pentinat típic de la dea egípcia Athor, però sense les orelles de vaca tan característiques d'aquesta deïtat. Astarte apareix representada en el bronze amb túnica de mànigues curtes ornada de lliris, i acompanyada per dos torsos d'aus les ales de les quals s'uneixen sobre el cap de la dea.
La part posterior és llisa, tret d'una gruixuda anella posada en vertical a manera d'agafador. Dels set forats situats a la part inferior en penjaven campanetes, tal com s'ha vist en altres arreus semblants. A les dues mans, la dea porta dos sistres esquemàtics que semblen dues copes o lotus.
Si les aus aquàtiques indiquen el seu domini sobre una part de la natura, tindríem ací una dea local de les marjals i rieres, assimilada a Athor i Astarte, tot i que diferent de les advocacions orientals, en què no es coneixen paral·lels per a aquesta iconografia. Aquest conjunt de dea amb aus i plantes aquàtiques és una versió peculiar que degué ser creada per antics artistes gaditans.
En l'actualitat, la peça es troba al Museu Arqueològic de Sevilla.